# WLMG
Koordinaten: 29° 55′ 11″ N, 90° 1′ 29″ W
| WLMG |

WLMG oder WLMG-FM (Branding: „Magic 102 – Continuous Soft Rock“) ist ein US-amerikanischer Hörfunksender mit einem Adult Contemporary-Sendeformat aus New Orleans im US-Bundesstaat Louisiana. WLMG sendet auf der UKW-Frequenz 101,9 MHz. Eigentümer und Betreiber ist die Entercom New Orleans License, LLC.